# Kéktorkú hegyikolibri
A kéktorkú hegyikolibri (Lampornis clemenciae)  a madarak (Aves) osztályának sarlósfecske-alakúak (Apodiformes) rendjéhez, ezen belül a kolibrifélék (Trochilidae) családjához tartozó faj.

## Rendszerezése
A fajt René Primevère Lesson francia ornitológus írta le 1829-ben, az Oreopyra nembe Ornismya Clemenciae néven.

## Alfajai
- Lampornis clemenciae bessophilus (Oberholser, 1918)
- Lampornis clemenciae clemenciae (Lesson, 1829)
- Lampornis clemenciae phasmorus Oberholser, 1974[2]

## Előfordulása
Az Amerikai Egyesült Államok déli részén és Mexikóban fészkel, telelni délebbre vonul. Természetes élőhelyei a szubtrópusi és trópusi síkvidéki és hegyi esőerdők.

## Megjelenése
Testhossza 13 centiméter, testtömege 6-10 gramm. Nevét a hím irizáló kék torokfoltjáról kapta, a tojóé sima szürke.
|  |

## Életmódja
Főleg nektárral táplálkozik, de rovarokat is fogyaszt.

## Természetvédelmi helyzete
Az elterjedési területe rendkívül nagy, egyedszáma pedig növekvő. A Természetvédelmi Világszövetség Vörös listáján nem fenyegetett fajként szerepel.